# Schweizisk franc
Schweizisk franc eller schweizerfranc (förkortas SFr, tyska Schweizer Franken, franska franc suisse, italienska franco svizzero, rätoromanska franc svizzer) är den valuta som används i Schweiz och Liechtenstein samt i Campione d’Italia, en italiensk exklav i Schweiz. Valutakod är CHF. 
1 franc = 100 rappen (ty.), centimes (fr.), centesimi (it.), raps (rät.).
Valutan infördes 1850 och ersatte en rad lokala valutor, ofta kallade "franc" sedan 1700-talet. Den är nu den enda valutan i Europa som kallas franc, medan många utomeuropeiska länder använder namnet. De färgglada sedlarna går upp till 1000 CHF, motsvarande över 11 000 svenska kronor (tidigt i oktober 2022). Endast 10 000 Singapore dollar har ett ännu högre värde , ca 75 000 kr för en enda sedel.

## Användning
Valutan ges ut av Schweiziska nationalbanken (Schweizerische Nationalbank/Banque Nationale Suisse/Banca Nazionale Svizzera/Banca Naziunala Svizra, SNB) som grundades 1907 och har huvudkontor i Bern och Zürich.

## Valörer
- mynt: ½, 1, 2 och 5 franc
  - underenhet: 5, 10 och 20 rappen
- sedlar: 10, 20, 50, 100, 200 och 1000 franc

Francen har länge räknats till de mest stabila valutorna. Förr beroende detta mycket på det schweiziska banksystemet (som tillät konton utan känd innehavare), idag beror stabiliteten kanske på kombinationen av traditionen och de färgglada sedlarnas behändighet. 1000-Francsedeln är (i oktober 2022) världens näst mest värdefulla sedel i cirkulation, och har ett värde på över 11000 svenska kronor; 89 sådana sedlar räcker för att motsvara en miljon svenska kronor.(Endast Singapores 10000 dollar sedel har ett större värde)

## Historia
Under åren 1648 till 1815 var Frankrike Schweiz mäktigaste grannland och en viktig partner som tidvis blandade sig i schweizisk inrikespolitik. Myntpräglingen var länge en kantonal uppgift. Från 1757 präglade Bern mynt om 1/4 Daler eller 10 Batzen som kom att kallas Schweizer Franken eller Livre Suisse. Senare följde Basel, Solothurn och Luzern efter.
Under den helvetiska republiken räknade man 1 Schweizerfranc (Schweizerfranken) = 10 Batzen = 100 Centimes (Rappen). Detta system behölls i många kantoner under första hälften av 1800-talet.
- Den nybildade schweiziska förbundsrepubliken införde 1850 den gemensamma valutan Franc (Franken), delad i 100 Rappen.[2]
- År 1907 började schweiziska nationalbanken ge ut sedlar[3]
- År 1924 blev schweiziska Franc betalningsmedel även i Liechtenstein.
- 1968 slutade man använda silver i mynten - bortsett 5-Francs myntet 1969.

För mynten 5 Rp, 10 Rp, 20 Rp, 1/2 Fr, 1 Fr och 2 Fr är valörsidornas utformning i stort oförändrad sedan 1850, bildsidornas sedan 1881. Sedlarnas utformning har däremot genom tiderna växlat starkt.
Schweizerfrancens stabilitet har bidragit till att attrahera utländska investerare av olika typ att placera tillgångar i schweiziska banker, vilket gett landet en särställning i bankvärlden (se även en:Banking in Switzerland). Samtidigt har den starka valutan tidvis varit en nackdel för inhemska producenter.

### Latinska Myntunionen
Latinska myntunionen (LMU) var ett samarbete inledningsvis mellan Schweiz, Frankrike, Belgien och Italien från och med 1865. Som myntfot använde den guldfranc, franc germinal, skapad i Frankrike 1803, och definierades till 0,290322581 g rent guld. Även länder utanför unionen präglade sådana mynt, exempelvis 20 franc i Österrike-Ungern.  
Fram till och med första världskrigets utbrott kostade en schweizerfranc exakt 72 svenska ören (metallmyntfot), liksom den italienska liran, den franska francen samt den belgiska francen. Under slutet av 1800-talet anslöt sig bland annat Finland med sin mark.
År 1914 sprack samarbetet men Schweiz fortsatte att hålla en stabil penningpolitik. Under andra världskriget sjönk den franska, finska och italienska valutan mycket snabbt. Senare fick Frankrike (1959) och Finland (1963) stryka två nollor från sina sedlar, det vill säga i praktiken byta valuta. Året innan övergången till EMU i januari 2002 var liran värd ungefär 1/2 öre, den belgiska francen cirka 23 öre medan schweizerfrancen kostade 6,12 svenska kronor.